# Marcigliana (zona di Roma)
Marcigliana è la terza zona di Roma nell'Agro romano, indicata con Z. III.
Il nome deriva dal Fundus Marcellianus, appartenuto alla famiglia romana dei Marcelli, ramo della gens Claudia.

## Geografia fisica

### Territorio
Si trova nell'area nord del comune, a ridosso del confine con i comuni di Riano e Monterotondo.
La zona confina:
- a nord-est con i comuni di Riano e Monterotondo
- a sud-est con la zona Z. V Tor San Giovanni[1]
- a sud con la zona Z. II Castel Giubileo[2]
- a ovest con le zone Z. LVII Labaro[3] e Z. LVIII Prima Porta[4]

## Monumenti e luoghi d'interesse

### Architetture civili
- Torre della Marcigliana, sulla salita della Marcigliana. Torre del XIII secolo. 42.012956°N 12.524588°E
- Torre della Bufalotta o Casale di Massa de Vestiario, nei pressi del fosso Formicola. Torre medioevale. 42.011051°N 12.551738°E
- Casale di San Silvestro o Casale di Malpasso, su via del Monte di Casa. Casali del XV secolo. 41.999643°N 12.523159°E
- Casale di Sette Bagni, su via del Monte di Casa. Casali del XVI secolo. 41.990344°N 12.519329°E
- Casale della Marcigliana, sulla salita della Marcigliana. Casali del XVII secolo. 42.012739°N 12.524818°E
- Casale di Santa Colomba, su via Salaria, angolo via di Santa Colomba. Casale del XVIII secolo. 42.04002°N 12.560164°E
- Cappella del Casale della Marcigliana, sulla salita della Marcigliana. Cappella del XIX secolo. 42.013191°N 12.524383°E
- Casali della Tenuta di Fonte di Papa, su via di Valle Ricca. Casali del XIX secolo. 42.049222°N 12.57787°E
- Ex Orfanotrofio femminile di Roma, su via Bartolomea Capitanio. Edificio del XX secolo (1933).

Orfanotrofio femminile, negli anni settanta viene convertito ad istituto geriatrico e, successivamente, abbandonato.

### Architetture religiose

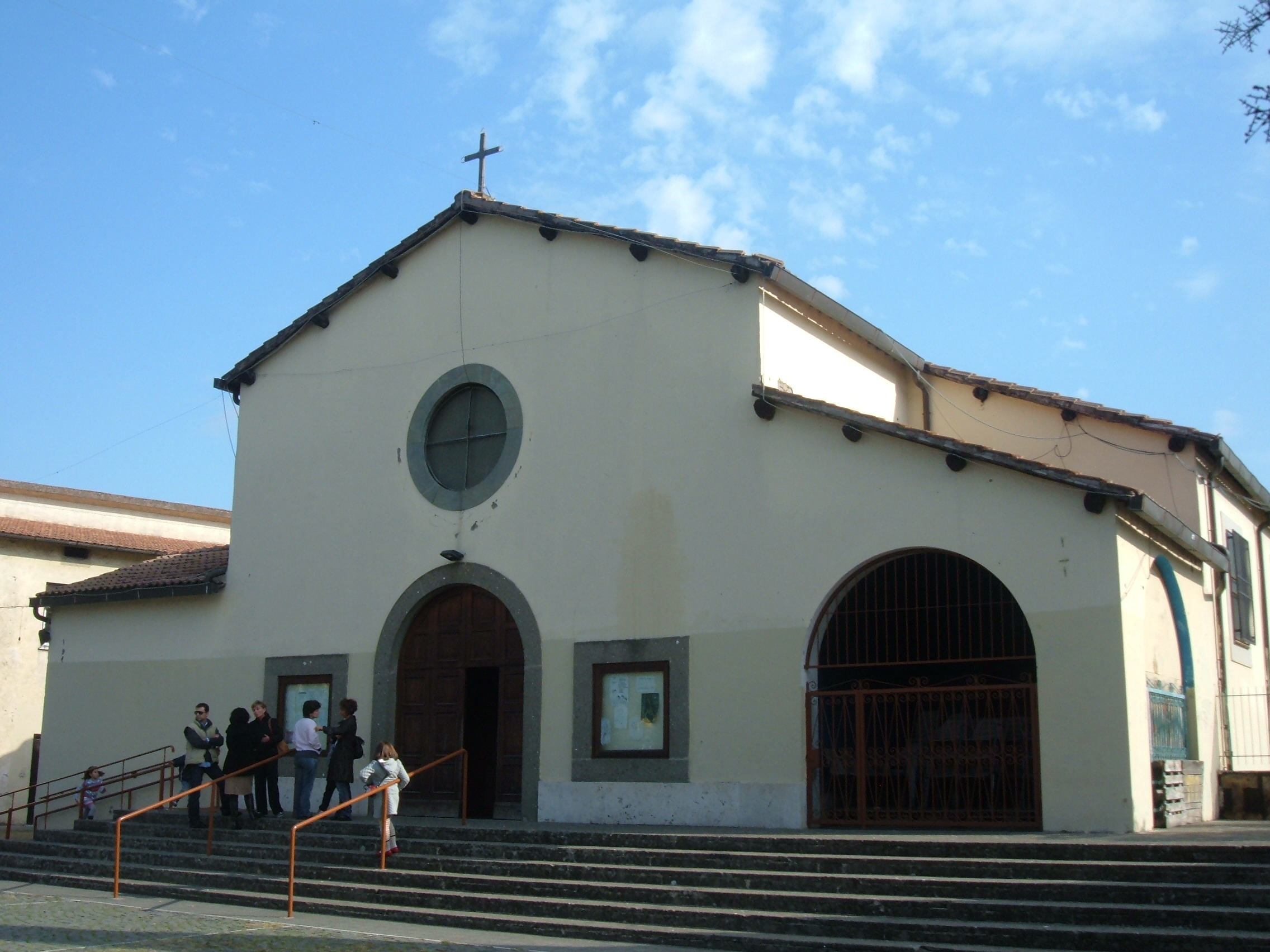
La chiesa di Sant'Antonio da Padova

- Chiesuola della Bufalotta, su via Bartolomea Capitanio. Chiesuola medioevale. 42.001228°N 12.556569°E

Sorgeva su un sepolcro del II secolo ed era alta due piani. Fu distrutta fra il 1973-74 per la realizzazione di una nuova linea elettrica.
- Chiesa di Sant'Antonio da Padova a Via Salaria, su via Sant'Antonio di Padova. Chiesa del XX secolo. 42.00337°N 12.518487°E

Parrocchia eretta il 19 marzo 1938 con il decreto del cardinale vicario Francesco Marchetti Selvaggiani "Universo gregi". Il territorio è stato desunto da quello della parrocchia di Sant'Alessandro.

### Siti archeologici
- Insediamento latino di Crustumerium, su via della Marcigliana. Abitato del VII secolo a.C.
- Villa romana presso il Casale della Tenuta Belladonna alla Marcigliana, su via della Marcigliana. Villa del I secolo a.C.[6] 41.99557°N 12.562793°E

Viila studiata parzialmente perché coperta da un edificio moderno, quindi ricoperta in toto.

### Aree naturali
- Riserva naturale della Marcigliana.

## Geografia antropica

### Urbanistica
Nel territorio della Marcigliana si estendono, a sud l'intera zona urbanistica 4M Settebagni e il settore ovest della 4N Bufalotta, a nord gran parte della 4O Tor San Giovanni. A sud della zona si trova anche l'area urbana denominata Cinquina.

### Suddivisioni storiche
Del territorio della Marcigliana fanno parte le frazioni di Settebagni e Vallericca.

### Odonimia
Le strade di zona sono dedicate ad attori, ingegneri, scrittori, religiosi e a comuni delle Marche e della Toscana.
Una strada, via della Lucarie, è a ricordo delle feste dell'antica Roma che si celebravano il 19 e il 21 luglio dedicate alle divinità boschive, un'altra è dedicata a Lello Maddaleno, munifico e benemerito patrizio romano proprietario di Castel Giubileo nel XIV secolo.
Con via della Marcigliana, salita della Marcigliana, via della Bufalotta, via di Settebagni e la consolare via Salaria, vi sono poi denominazioni locali.

## Infrastrutture e trasporti
|  | È raggiungibile dalla stazione di Settebagni. |